# West Haverstraw
West Haverstraw es una villa ubicada en el condado de Rockland en el estado estadounidense de Nueva York. En el año 2000 tenía una población de 10,295 habitantes y una densidad poblacional de 2,575.4 personas por km². West Haverstraw se encuentra ubicada dentro del pueblo de Haverstraw.

## Geografía
West Haverstraw se encuentra ubicada en las coordenadas 41°12′17″N 73°59′26″O / 41.20472, -73.99056. Según la Oficina del Censo, la ciudad tiene un área total de 4 km² (1,5 mi²), de la cual 4 km² (1,5 mi²) es tierra y 0 km² (0 mi²) (0%) es agua.

## Demografía
Según la Oficina del Censo en 2000 los ingresos medios por hogar en la localidad eran de $48,420, y los ingresos medios por familia eran $55,964. Los hombres tenían unos ingresos medios de $37,532 frente a los $29,333 para las mujeres. La renta per cápita para la localidad era de $19,879. Alrededor del 10.6% de la población estaban por debajo del umbral de pobreza.